# Cyrtorchis seretii
Cyrtorchis seretii là một loài thực vật có hoa trong họ Lan. Loài này được (De Wild.) Schltr. mô tả khoa học đầu tiên năm 1918.